# Tamdhu
Tamdhu (v gaelštině: Tmavý kopeček) je skotská palírna společnosti The Edrington Group nacházející se ve vesnici Knockando poblíž města Aberlour v hrabství Banffshire, jež vyrábí skotskou sladovou whisky.

## Historie
Palírna byla založena v roce 1897 místními lihovarníky a produkuje čistou sladovou whisky. V roce 1899 převzala vedení společnost Highland Distilleries Co. V letech 1927 až 1947 byla palírna uzavřena. Od roku 1975 má palírna šest destilačních kotlů. Produkuje whisky značky Tamdhu, což je 10letá whisky s obsahem alkoholu 40 %. Velká část se používá na míchání s ostatními whisky, jako je např. Famous Grouse, J&B a Cutty Sark. Tato whisky je ovocné nasládlé příchuti.